# Victoria Mengvoeders
Victoria Mengvoeders is een mengvoederfabriek in de Oude Haven van Veghel.
Het bedrijf werd in 1934 opgericht als een handel in veevoedergrondstoffen. De oorspronkelijke naam was: Jan van Heeswijk Veghel B.V. Geleidelijk aan begon men zelf met de productie van mengvoeder. In 1946 werd gestart met een fabriek aan de Zuidkade in de Haven van Veghel, waar het bedrijf nog steeds gevestigd is. De naam: Victoria Veevoeders kwam geleidelijk in zwang voor het bedrijf. In 1970 werd de handel in grondstoffen gestaakt.
In 1960 werd het bedrijf verkocht aan Wessanen. In de jaren 90 kocht Jan van Heeswijk, die directeur was, het bedrijf weer terug, waarmee het weer een familiebedrijf werd.
In 2014 bundelde Fransen Gerrits B.V. uit Erp en Jan van Heeswijk Veghel B.V. de krachten, waarna de nieuwe organisatie Fransen Gerrits-Victoria zou gaan heten.
De verkoop van rundvee- en konijnenvoeders gebeurt onder de merknaam Victoria, de varkensvoeders worden verkocht onder de merknaam Fransen Gerrits.